# Campo Grande (Rio de Janeiro)
Campo Grande è un quartiere (bairro) della Zona Ovest della città di Rio de Janeiro in Brasile.

## Amministrazione
Campo Grande fu istituito come bairro a sé stante il 23 luglio 1981 come parte della omonima Regione Amministrativa XVIII del municipio di Rio de Janeiro.